# جميل الجودي
جميل الجودي (4 أفريل 1934 - 1 أكتوبر 2012) ممثل تلفزي وسينمائي تونسي. قدم أول عمل مسرحي له سنة 1952 في المسرح البلدي بالعاصمة وكان من مؤسسي فرقة بلدية تونس. شارك في أعمال سينمائية أجنبية وتولى تدريس المسرح لعدة سنوات في المملكة العربية السعودية حيث تخرج على يديه أول المسرحيين في تونس.

## من أعماله

### المسلسلات
في رصيده أكثر من 13 عملا تلفزيّاً، أبرزها في الدراما التلفزيّة التونسية الرمضانية في عدد من المسلسلات،لكن أهمّها والتي يذكرها الناس، دوره في الناس حكاية.
- 1999:عنبر الليل
- 1997: المتحدي
- 1995:الحصاد
- 1991: الناس حكاية إخراج حمادي عرافة

### المسرح
- 1963: كاليوغولا، إخراج علي بن عياد مع فرقة مدينة تونس.
- رابح زميم الحومة، مع فرقة مدينة صفاقس في الستينات.
- 1970، قريتي

### السينما
اعتبر جميل الجودي أن لا علاقة له بالسينما أو بالأحرى بالأفلام التونسية، وأنه يعمل في الأفلام الأجنبية، أما التونسية فلم يكن لي فيها مشاركات، منذ فيلم سجنان وفيلم وغدا. وفي سؤال إن كان هذا موقفه الخاص صرح بما يلي "لا، هم لم يروني في أفلامهم ولهم الحق في ذلك.

## أرشيفه الخاص
أهدى أرشيفه الخاص إلى مؤسسة الأرشيف الوطني سنة 2009. وعيًا منه بحرص المؤسسة على حفظ تراثه الوثائقي الشخصي في أحسن الظروف وتمكين أكبر المستفيدين من استثماره في عدة مجالات على غرار التأريخ للمسرح والمسرحيين والتعريف بما قدمه التمثيل التونسي للثقافة الوطنية والعربية.
ويشمل الرصيد الخاص الذي تبرع به وثائق متعلقة بحياته الخاصة وعائلته ومسيرته الدراسية في تونس وفرنسا فضلا عن مسيرته الفنية وتجاربه في التمثيل والإخراج ومشاركاته في لجان تحكيم المهرجانات المسرحية التونسية والدولية إلى جانب تقديم أشرطة فيديو وتسجيلات صوتية والبومات صور.

## روابط خارجية
- جميل الجودي على موقع IMDb (الإنجليزية)
- جميل الجودي على موقع قاعدة بيانات الأفلام العربية
- جميل الجودي على موقع ألو سيني (الفرنسية)
- جميل الجودي على موقع أول موفي (الإنجليزية)
- جميل الجودي على موقع قاعدة بيانات الفيلم (الإنجليزية)
- جميل الجودي على موقع كينوبويسك (الروسية)